# Извор (филм)
„Извор“ је југословенски филм из 1978. године. Режирао га је Мухамед Мехмедовић, а сценарио је писао Јован Лубардић.

## Улоге
| Глумац                   | Улога |
| ------------------------ | ----- |
| Нада Ђуревска            |       |
| Дана Курбалија           | Ружа  |
| Живомир Личанин          |       |
| Крунослав Шарић          |       |
| Равијојла Јованчић-Лешић |       |
| Нисвета Омербашић        |       |
| Јеврем Урошевић          |       |
| Велимир Пшеничник-Њирић  |       |
| Тахир Никшић             |       |
| Жарко Мијатовић          |       |
| Миленко Видовић          |       |
| Абдулах Клокић           |       |
| Ранко Гучевац            |       |